# Novo Selo (Čaška)
Novo Selo (mazedonisch Ново Село) ist ein Dorf im zentralen Teil Nordmazedoniens, das zur Gemeinde Čaška gehört. Die nächstgelegene Stadt ist Veles.

## Geschichte

Novo Selo in der Gemeinde Čaška

Novo Selo befindet sich in der historischen Region Azot. Das Dorf liegt oberhalb des Tals des Flusses Babuna.
Die im 19. Jahrhundert erbaute orthodoxe Kirche im Dorf ist dem Hl. Georg gewidmet. Die Ikonen in der Kirche sind das Werk des bedeutenden Ikonenmalers Dimitar Andonov–Papradiški (1859–1954).
Seine Bewohner bekannten sich zu Beginn des 19. Jahrhunderts in einem Plebiszit zum bulgarischen Exarchat und waren Teil des bulgarischen Millets. In der französischsprachigen Statistik Ethnographie des Vilayets d'Andrinople, de Monastir et de Salonique zählte im Jahr 1873 Novo Selo 15 Haushalte mit 73 Bulgaren auf.
Laut der Statistik des Ethnographen Wassil Kantschow aus dem Jahr 1900 zählte Novo Selo 125 Einwohner, welche sich allesamt als Bulgaren deklarierten.
Nach den Statistiken des Sekretärs des bulgarischen Exarchats Dimitar Mischew (La Macedoine et sa Population Chrétienne) im Jahr 1905 lebten in Novo Selo (unklar, ob das Dorf Novo Selo bei Veles gemeint ist) 128 oder 200 bulgarische Exarchisten.
Im Zuge des Balkankrieges meldete sich 4 Dorfbewohner freiwillig bei der Makedonisch-Adrianopeler Landwehr, einem Freiwilligenverband der bulgarischen Armee.
1927 führte der deutsche Forscher Leonhard Schultze Novo Selo auf seiner Karte Mazedoniens auf und ordnete es als bulgarisch-christliches Dorf ein.
Laut der letzten Volkszählung von 2002 hatte Novo Selo 6 Einwohner, davon 5 Mazedonier und ein Serbe.

## Persönlichkeiten
- Pano Petruschew, bulgarischer Revolutionär der WMORO (Innere Makedonisch-Adrianopeler Revolutionäre Organisation)[7]